# عدالة تصالحية
العدالة التصالحية هي نهج قضائي من بين استجاباته للجريمة أن يُعقد اجتماع بين المعتدي والمعتدى عليه، بحضور ممثلين عن المجتمع أحيانًا. يهدف هذا الاجتماع مشاركة تجربة ما حدث، ومناقشة الذي تأذَّى بالجريمة وكيف كان ذلك، والتوصل إلى إجماع على ما يجب أن يفعله المعتدي ليعوِّض المعتدى عليه عن الأذى الذي لحق به من الاعتداء. مما يُتَّفق عليه عادة أن يدفع المعتدي مبلغًا من المال للضحية، أو يقدم اعتذارًا أو تعويضًا آخر، أو أشياء أخرى لتعويض الذين تأذوا من الجريمة ومنع المعتدي من أن يؤذي أحدًا في المستقبل.
يهدف برنامج العدالة التصالحية إلى حَمْل المعتدين على أن يكونوا مسؤولين عن أفعالهم، وأن يفهموا الأذى الذي فعلوه، وأن يُعطَوا فرصة ليخلصوا أنفسهم وأن يُصَدّوا عن إلحاق أذًى آخر. أما بالنسبة للضحية، فإن هدف العدالة التصالحية أن يُعطى هؤلاء دورًا في العملية وأن يقلّل شعورهم بالقلق وقلة الحيلة. تأسست العدالة التصالحية على نظرية بديلة عن الأساليب التقليدية للعدالة، المؤسَّسة على الثأر. ولكن، يمكن أن تكمّل العدالة التصالحية الأساليب التقليدية، وقد قيل إن بعض حالات العدالة التصالحية تعَدّ عقوبة بالرجوع إلى بعض الآراء في تعريف العقوبة.
يعتبر التقدير الأكاديمي للعدالة التصالحية إيجابيًا. تدل معظم الدراسات على أنها تقلل احتمال أن يعيد المعتدون اعتداءهم. وجدت دراسة في عام 2007 أيضًا أنها تعطي مقدارًا أكبر من رضا الضحية ومسؤولية المعتدي، بالمقارنة مع الأساليب التقليدية في تطبيق العدل. نمى استعمال هذه الكلمة حول العالم منذ تسعينيات القرن العشرين. العدالة التصالحية جزء مُلهِم من دراسة الممارسات التصالحية (أو التصالحية) الأوسع.

## التعريف
يعرّف جون برايثوايت العدالة التصالحية بأنها:
عملية يكون فيها لكل أصحاب العلاقة في المظلَمة فرصة مناقشة ما جرى وكيف تأثروا بالجريمة، وتقرير ما يجب أن يُقدَّم لهم بالتعويض. ترى نظرية العدالة التصالحية أنه كما أن الجريمة تؤذي، فالعدل يشفي. وبالتالي فإن المحادثات مع الذين تأذّوا والذين أذوا يجب أن تكون مركزية في العملية.
نعم، قد يكون للمختصين في القانون دور ثانوي في تيسير عملية العدالة التصالحية، ويكون للمواطنين معظم المسؤولية في مداواة الآلام التي سببتها الجريمة. لذا تنقل عملية العدالة التصالحية مسؤولية معالجة الجريمة.

في عام 2014، عرّفت كارولين بويز واتسون من جامعة سوفولك العدالة التصالحية بأنها:
حركة اجتماعية نامية لمأسسة أساليب سلمية لمعالجة الأذى، ولحل المشكلات والتعامل مع انتهاكات القانون وحقوق الإنسان. تتنوع هذه الأساليب من المحاكم السلامية العالمية كلجنة الحقيقة والمصالحة الإفريقية الجنوبية إلى ابتكارات في الأنظمة الجنائية وعدل الأحداث والمدارس والخدمات الاجتماعية والمجتمعات. تُشرك العدالة التصالحية المتأذّين والمعتدين والمجتمع المتأثر في البحث عن الحلول التي تقدّم تعويضًا ومصالحة وإعادة بناء للعلاقات، بدلًا من إشراك القانون والمختصين فيه والحكومة. تسعى العدالة التصالحية إلى بناء شراكات لإعادة تأسيس المسؤولية المتبادلة للاستجابات البنّاءة للمعتدين في مجتمعاتنا. تسعى الأساليب التصالحية إلى مقاربة متوازنة لحاجات الضحية والمعتدي والمجتمع من خلال عمليات تحفظ سلامة الجميع وكرامتهم.

### اختلافها عن الأساليب الأخرى
يرى هوارد زهر أن العدالة التصالحية تختلف عن العدالة الجنائية التقليدية من جهة الأسئلة التي تقودها. في العدالة التصالحية، الأسئلة هي:
1. من تأذَّى؟
2. ما احتياجاتهم؟
3. واحتياجاتهم هذه مسؤولية من؟
4. ما الأسباب؟
5. من أصحاب العلاقة في القضية؟
6. ما العملية المناسبة لإشراك أصحاب العلاقة في طريقة لمعالجة الأسباب وحلِّ الأمور؟

بالمقابل، أسئلة العدالة الجنائية التقليدية هي:
1. أي القوانين اختُرقت؟
2. من فعل ذلك؟
3. ماذا يستحق المعتدي؟

ولكن، يمكن أن تكمّل العدالة التصالحية الأساليب التقليدية، وقد قيل إن بعض حالات العدالة التصالحية تعَدّ عقوبة بالرجوع إلى بعض الآراء في تعريف العقوبة.
تختلف العدالة التصالحية أيضًا عن عملية نظام المغارمة أو الإجراءات المدنية.
وكتب برايثوايت: «إن حل الخلاف البديل المضموم إلى المحكمة أبعد ما يكون عن العدالة التصالحية». فأمّا الأول فيهدف إلى معالجة مشكلات قانونية وحماية حقوق الطرفين، وأما العدالة التصالحية فتهدف إلى «توسيع القضايا أبعد من المشكلات القانونية، لا سيما إلى مناطق العلاقات».

## التاريخ

### تاريخ المصطلح
ظهرت عبارة العدالة التصالحية في المصادر المكتوبة منذ النصف الأول من القرن التاسع عشر. قدّم ألبرت إغلاش الاستعمال الحديث للمصطلح، إذ وصف عام 1977 ثلاث مقاربات مختلفة للعدل:
1. «العدل العقابي» المبني على العقوبة
2. «العدل التوزيعي»، وفيه معالجة نفسية للمعتدين
3. «العدل التصالحي»، وهو مبني على جمع المعلومات من الضحايا والمعتدين.[8]

### أسلاف المفهوم في المجموعات الأهلية
يقول هوارد زهر، «قدّم شعبان مشاركات عميقة ومحددة للممارسات في المجال، هما الأمم الأولى في كندا والولايات المتحدة، والماوريون في نيوزيلندا... وبطرائق عدة، فإن العدالة التصالحية تمثل قبولًا للقيم والممارسات التي اعتمدتها مجموعات أهلية عديدة» لطالما «رُفضت تقاليدها وكبتتها القوى الاستعمارية الغربية». فعلى سبيل المثال، في نيوزيلندا قبل الاتصال بالأوروبيين، كان الماوريون عندهم نظام متطور يسمى أوتو، يحمي الأفراد والاستقرار الاجتماعي ونزاهة المجموعة. العدالة التصالحية (تسمّى أحيانًا في هذه السياقات العدالة الدائرية) لم تزل خصيصة من خصائص أنظمة العدالة الأهلية إلى اليوم.

### تطور النظرية
يُوصف كتاب هوارد زهر المعنون تغيير العدسات- تركيز جديد في شأن الجريمة والعدل، الذي نُشر أول مرة عام 1990 بأنه الرائد في هذا المجال، وبأنه واحد من أول المحاولات لتبيين نظرية العدالة التصالحية. يشير عنوان الكتاب إلى تقديم إطار بديل (أو عدسات جديدة) للتفكير في الجريمة والعدالة. قارن الكتاب بين إطار «العدل العقابي» الذي تعتبر فيه الجريمة اعتداءً على الحكومة، وإطار العدالة التصالحية، التي تعتبر الجريمة فها اعتداءً على الناس والعلاقات. أشار الكتاب إلى النتائج الإيجابة لجهود الوساطة بين المعتدي والمعتدى عليه في سبعينيات القرن العشرين وثمانينياته، التي قادها في الولايات المتحدة هوارد زهر ورون كلاسين ومارك أومبريت.
في النصف الثاني من العقد الأخير في القرن العشرين، أصبحت عبارة «العدالة التصالحية» شائعة، وصار لها استعمال واسع بحلول عام 2006. جذبت حركة العدالة التصالحية قطاعات كبيرة من المجتمع، تشمل «ضباط شرطة وقضاة ومعلمين وسياسيين ووكالات عدالة الأحداث، ومجموعات دعم الضحايا والشيوخ الأهليين والآباء والأمهات».
كتب مارك أومبريت وماريلين بيترسون أرمور: «العدالة التصالحية حالة تنمو بسرعة، وحركة وطنية وعالمية واجتماعية تسعى إلى جمع الناس ليعالجوا الأذى الذي سببته الجريمة». «ترى العدالة التصالحية أن العنف وانحدار المجتمع والردود القائمة على الخوف مما يدل على العلاقات المحطمة. وتقدم استجابة مختلفة، وهي استعمال الحلول التصالحية لتعويض الأذى المتعلق بالنزاع أو الجريمة أو الاعتداء».

### تطور التطبيق
في أمريكا الشمالية، سهَّلت بعض المنظمات غير الربحية المكرسة لدعم العدالة التصالحية نمو الحركة، من هذه الجمعيات جمعية الوساطة بين الضحية والمعتدي، وبعض المراكز الأكاديمية، منها مركز العدل وصناعة السلام في جامعة مينونيت الشرقية، ومركز جامعة منيسوتا للعدالة التصالحية وصناعة السلام ومؤسسة عدالة المجتمع في جامعة فلوريدا أتلانتيك، ومركز صناعة السلام ودراسات النزاعات في جامعة فريسنو باسيفيك في كاليفورنيا، ومركز العدالة التصالحية في جامعة سيمون فريزر في كولمبيا البريطانية في كندا.

## اقرأ أيضا
- عدالة تحويلية